# Euclydes Hatem
Euclydes Hatem (Rio de Janeiro, 16 de setembro de 1914  — Rio de Janeiro, 26 de setembro de 1984) conhecido como Mestre Tatu foi um lutador brasileiro de Catch wrestling, conhecido por ser o fundador da arte marcial, Luta livre esportiva.
EUCLYDES HATEM - MESTRE TATU
Euclydes Hatem, o Mestre Tatu - Rio de Janeiro, 16 de Setembro de 1914; Rio de Janeiro, 26 de Setembro de 1984 - foi um lutador brasileiro muito conhecido durante as décadas de 1930 a 1950 e um dos personagens fundamentais para o desenvolvimento do que veio a ser conhecido como Luta Livre Brasileira, um estilo totalmente adaptado e desenvolvido no Brasil.
DADOS BIOGRÁFICOS
Nasceu na cidade do Rio de Janeiro, no dia 16 de Setembro de 1914, descendente de libaneses, filho de pais comerciantes. Quando criança, por ter sido um garoto gordinho – chegou a pesar 114 kg - ganhou o apelido de Tatu e, por este motivo, aos 14 anos, em 1928, foi levado por seu irmão Eduardo Hatem a prática do Remo com o objetivo de perder peso. Não conseguindo seu objetivo neste esporte, passa, a partir de 1930, a praticar Luta Livre na Associação Cristã de Moços.
MANOEL RUFINO DOS SANTOS, O PRIMEIRO PROFESSOR
Primeiro professor de Tatú, Manoel Rufino dos Santos (foto), influencia direta do American Freestyle.
O primeiro professor de Tatu, o lutador Manoel Rufino dos Santos, havia acabado de voltar de uma temporada de seis anos nos EUA. Durante essa temporada fez mais de 60 lutas profissionais. De volta ao Brasil, Manoel Rufino começa a difundir a Luta Livre - ou Catch Wrestling, como era chamada no exterior - através de desafios em jornais.
Rufino ministrava aulas de Luta Livre na Associação Cristã de Moços, no Colégio Batista e no Tijuca Tênis Club, mas ficou famoso nos meios esportivos por ter lutado contra o patriarca da Família Gracie, Carlos Gracie, em um polemico duelo Jiu-jitsu contra Luta Livre em 1931.
Manoel Rufino, que era considerado o melhor lutador de Luta Livre do Rio de Janeiro, com o resultado negativo do confronto Jiu-jitsu contra a Capoeira, foi incentivado pelos Capoeiristas a desafiar Carlos Gracie.
Este seria o primeiro duelo que levaria as duas modalidades de luta a uma rivalidade que duraria décadas e resultaria em confrontos lendários entre as mesmas.
LUTA LIVRE CONTRA JIU-JITSU
Será realizada, hoje, á noite, no estádio doFluminense, o sensacional encontro de Carlos Gracie com Manoel Rufino dos Santos.
“É do domínio publico as controvérsias que surgiram em torno do Match-desafio entre Manoel Rufino dos Santos e Carlos Gracie. Aquelle, praticante do “Catch-as-catch-can” (luta livre) e este do jiu-jitsu, vão dirimir supremacias, desmanchar duvidas, pôr, emfim, os pontos nos ”ii”. Manoel Rufino dos Santos é forte ágil e astuto,qualidades que não faltam ao seu rival. Entretanto, há quem diga que, se a luta fôr no “duro” (segundo giriasportiva), Manoel Rufino vencerá.”
DIARIO DE NOTÍCIAS – Sabado, 21 de Agosto de 1931
O Resultado: A luta foi polêmica e muito comentada na época, pelos jornais. Com exceção do jornal “O Globo” e do “Jornal dos Sports”, todos os outros meios de comunicação deram a vitória para Rufino.
“...levava vantagem até o terceiro Round, quando em dado momento, ambos os adversários ficaram fora das cordas do ring e prestes a cair. Gracie se achava sobre Rufino, o juiz gritou ‘centro!’ e Manoel Rufino largou Gracie, porém, esse se prevalecendo da oportunidade, passou uma ‘gravata’ no rival, que confiara na sua lealdade e na energia do referee (juiz).
Houve tumulto e a luta foi interrompida. Gracie considerava-se vencedor, apesar dos protestos do público, que criticava severamente o recurso por ele empregado. Depois de grande demora, Gracie desistiu de continuar e Rufino foi aclamado vencedor.”
Diário de Noticias – Domingo, 22 de Agosto de 1931
A LUTA LIVRE DOS PRIMÓRDIOS
A Luta Livre que Rufino ensinava era uma espécie de Wrestling com finalizações, muito parecido com o que se vê nos torneios modernos de Submission Wrestling, promovidos pelo ADCC – Abu Dhabi Combat Club.
Em uma descrição do jornal “O PAIZ”, de O8 de Dezembro de 1928, do que era entendido como “luta livre”, nos tempos do Mestre Tatu, encontramos o seguinte:
“Como já dissemos, a luta livre é um sport violentíssimo que faz vibrar os assistentes.
Na luta livre só são proibidos os seguintes golpes: cabeçada, socos, enfiar os dedos nos olhos, puxar os cabelos, ponta-pé ou qualquer golpe nas partes pudendas.
Qual quer torção, gravata, chaves com as pernas ou com os braços, etc...são golpes permitidos.
Como se obtem a vitória:
A vitória na luta livre é obtida por um lutador desde que seu adversário se considere derrotado. Um lutador em geral só se considera vencido sob um império de uma dor tremenda, quando um golpe o impossibilita de prosseguir o combate.”
OS PRIMEIROS CAMPEONATOS AMADORES 
Como dito anteriormente, Mestre Tatu tinha como foco apenas a perda de peso. Com o passar do tempo, Euclydes foi se destacando nos treinos e, em 1933, entra para o “Circuito Amador de Luta Livre”. Durante três anos ele luta e vence lutadores maiores e mais experientes. Nessa época as lutas poderiam ser ganhas por submissão, imobilização e nocaute: Esse era o Catch As Catch Can, o predecessor do Vale Tudo.,devidamente apresentado a seguir.